# Marausa
Marausa è una delle otto località che compongono il comune di Misiliscemi, già frazioni del comune di Trapani fino al 2021. Si trova lungo la strada costiera per l'aeroporto di Trapani-Birgi e dista 8,7 chilometri dal capoluogo di provincia.

## Storia
Il nome deriverebbe dall'arabo “Mara u zack". Alla fine del XVI secolo risale la "Torre di Mezzo", una delle torri costiere della Sicilia, attiva dal 1619 e nel secolo scorso utilizzata per scopi militari.
È una delle mete estive della zona grazie al lido Marausa. A sud confina con la foce del corso naturale del fiume Birgi. Nei fondali, a 150 metri dalla riva e a pochi metri di profondità, è stata rinvenuta nel 1999 l'omonima nave romana.

## Infrastrutture e trasporti
È collegata con uno svincolo all'autostrada A29 - Diramazione per Birgi. Vi è inoltre una stazione ferroviaria che la collega con Trapani e Palermo. L'aeroporto di Birgi vi si trova a pochi chilometri.